# Corvus sinaloae
Corvus sinaloae (лат.) — вид птиц из семейства врановых.

## Описание
Также называют мексиканской вороной.
Первоначально C. sinaloae считался подвидом C. imparatus, в 1991 году выделен как отдельный вид. Отличить их можно только по голосу.
Corvus sinaloae размером (34—38 см) похож на американского ворона (Corvus imparatus). Оперение так же схоже, блестящее чёрное с пурпурным отливом, чёрный клюв и ноги. Хвост имеет клиновидную форму.
Близкими родственниками Corvus sinaloae считаются рыбный ворон (Corvus ossifragus) и американский ворон, три эти вида относят к одному надвиду.
Встречается стаями, парами или небольшими группами.

## Среда обитания
Corvus sinaloae населяет прибрежные районы, кормясь на берегу, полупустыни, открытые редколесья, берега рек и холмы (на высоту до 300 м или более). Его можно часто встретить около прибрежных городов и деревень.

## Распространение
Corvus sinaloae является эндемиком Мексики. Он обитает в районе тихоокеанского склона, который находится на западе американского континентального водораздела в северной и центральной Америке, от юга Соноры к центру штата Наярит. Также этот вид был замечен дальше на юге в Мансанильо (Колима).

## Питание
Питается как на земле, так и на деревьях. На побережье в пищу идут такие беспозвоночные как небольшие моллюски, крабы и насекомые, которых он отыскивает, переворачивая камушки и прочие укрытия. Также поедает фрукты многих деревьев; при случае, не откажется от яиц и птенцов.

## Гнездование
Гнездо устраивает в или на кокосовой пальме, по внешнему виду гнездо напоминает гнездо американского ворона, но меньше по размеру.
В кладке 4-5 бледно-голубых или серо-голубых с коричневыми точками яиц.

## Голос
Голос сильно отличается от голоса мексиканского ворона (Corvus imparatus) своим пронзительным, похожим на крик сойки, чистым «кео» (ceow). Иногда двойное «каахр» (caahr) или «рраах» (rraah).